# 刘中 (1920年)
刘中（1920年—1976年），原名刘绍晏、刘衷，四川成都人，中国政治人物。曾任南京市政协副主席。

## 生平
1937年毕业于成都联合中学。1938年2月，赴延安参加革命，先后在安吴堡青训班、抗日军政大学学习。同年7月加入中国共产党。10月被派往第九战区（张发奎部）任第二兵团政治部政工大队少校中队副、中队长，中共支部书记。1939年4月，任第九战区政治部第三数护大队指导员。1940年10月，任皖南新四军政治部、盐城新四军后方政治部宜传干事。1941年8月后，历任中共苏中区委保卫训练班支部书记，中共如皋、南通县委社会部长，如皋、南通县公安局长。1945年后，历任苏中一分区政治部保卫科科长，中共苏中一地委、九地委社会部副部长、部长，中共南通县委书记等职。1949年后，历任无锡市公安局局长、副市长，中共苏州市委书记，江苏省人民政府公安厅厅长，公安部政治部副主任。1957年4月调至南京，任永利宁厂党委书记。1959年2月，任中共南京市委书记处书记。1961年4月13日，当选南京市政协副主席。文化大革命期间受到冲击。1976年逝世。